# 6 Batalion Sanitarny
6 Batalion Sanitarny (6 bsan) – pododdział służby zdrowia Wojska Polskiego II RP.

## Kadra
Dowódcy batalionu
- płk lek. Andrzej Adam Kończacki[a] (1923 - 24 VII 1928[2])
- ppłk lek. Franciszek Bałaszeskul (24 VII 1928[3] - 1931 → pomocnik komendanta 6 Szpitala Okręgowego)

## Odznaka pamiątkowa
3 października 1929 Minister Spraw Wojskowych, marszałek Polski Józef Piłsudski zatwierdził wzór i regulamin odznaki pamiątkowej 6 bsan. Odznakę o wymiarach 39x39 mm stanowi srebrny równoramienny krzyż pokryty czerwoną emalią, obrzeża niebieskie. W centrum biało niebieski medalion z herbem Lwowa, w otoku inicjały „6 BS” i rok „1919”. Między ramionami krzyża ramiona mniejszego krzyża, biało emaliowane. Jednoczęściowa - wykonana w tombaku srebrzonym, emaliowana. Wykonawcą odznaki była pracownia grawersko-złotnicza Wiktora Gontarczyka przy ul. Miodowej 19 w Warszawie.